# Фена
Фе́на (нем. Faehna, Вя́эна, эст. Vääna mõis) — рыцарская мыза (имение), расположенная на территории волости Харку уезда Харьюмаа в Эстонии. Была основана в XIV веке. Согласно историческому административному делению относилась к приходу Кейла в Харью, в годы Российской империи находилась на территории Эстляндской губернии, относилась к Кегельскому приходу и была в нём самой крупной и известной мызой. Почти 150 лет до своего перехода в собственность государства мыза принадлежала старинному баронскому роду Штакельбергов.

## История мызы

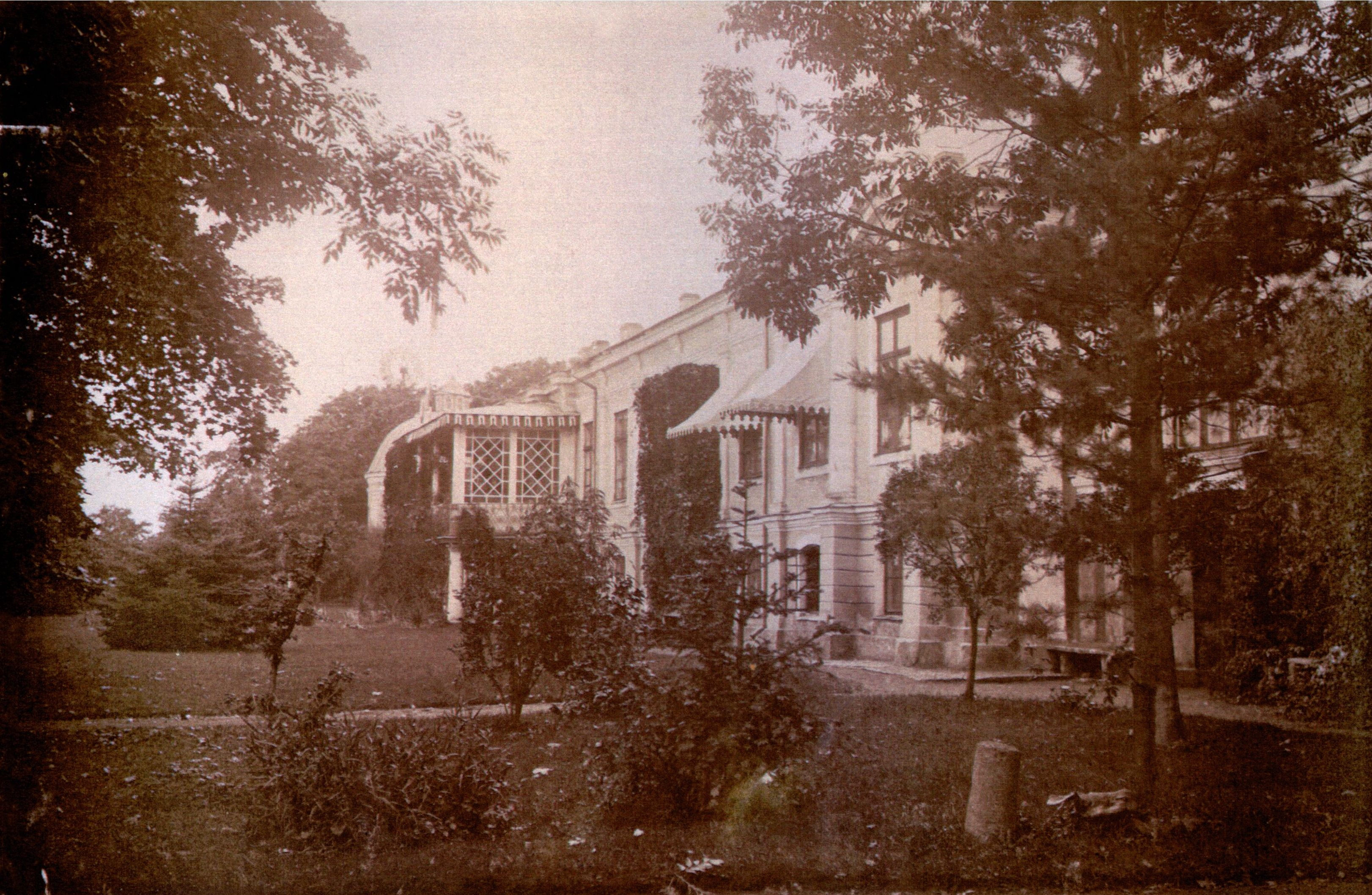
Господский дом мызы Фена в начале XX века

Первые сведения о мызе относятся к 1325 году. Как следует из одного из феодальных документов, подписанных датским королём Кристофером II в августе того года, мызой владело семейство Бременов (von Bremen).
Эстонские историки предполагают, что изначально мыза была хорошо защищённым башенным городищем, развалины которого сохранились недалеко от главного здания (господского особняка) мызы. Старинное название мызы — Фейена (Feyena) — происходит от немецкого слова feien («защищать») и означает «защищённое, укреплённое место».
Мыза сменила множество собственников. В средние века она принадлежала монастырю Падизе, в XVI веке находилась во владении семейства фон Тизенгаузенов. В начале XVII века посредством брачного союза мызой стало владеть семейство фон Таубе. С весны 1733 года владельцем мызы стал Георг (Юрген) Иоганн фон Штакельберг, впоследствии ландрат и президент Эстляндской консистории. Поскольку ему принадлежали другие мызы, такие как Кальтербрун (Роосна-Аллику), Альтенгоф (Ванамыйза) и Каттентак (Ааспере), он, вероятно, нечасто бывал на мызе Фена.
В первой половине XVIII века владельцами мызы также были фон Лёвены, Майдели, Крамеры, Дюкеры.

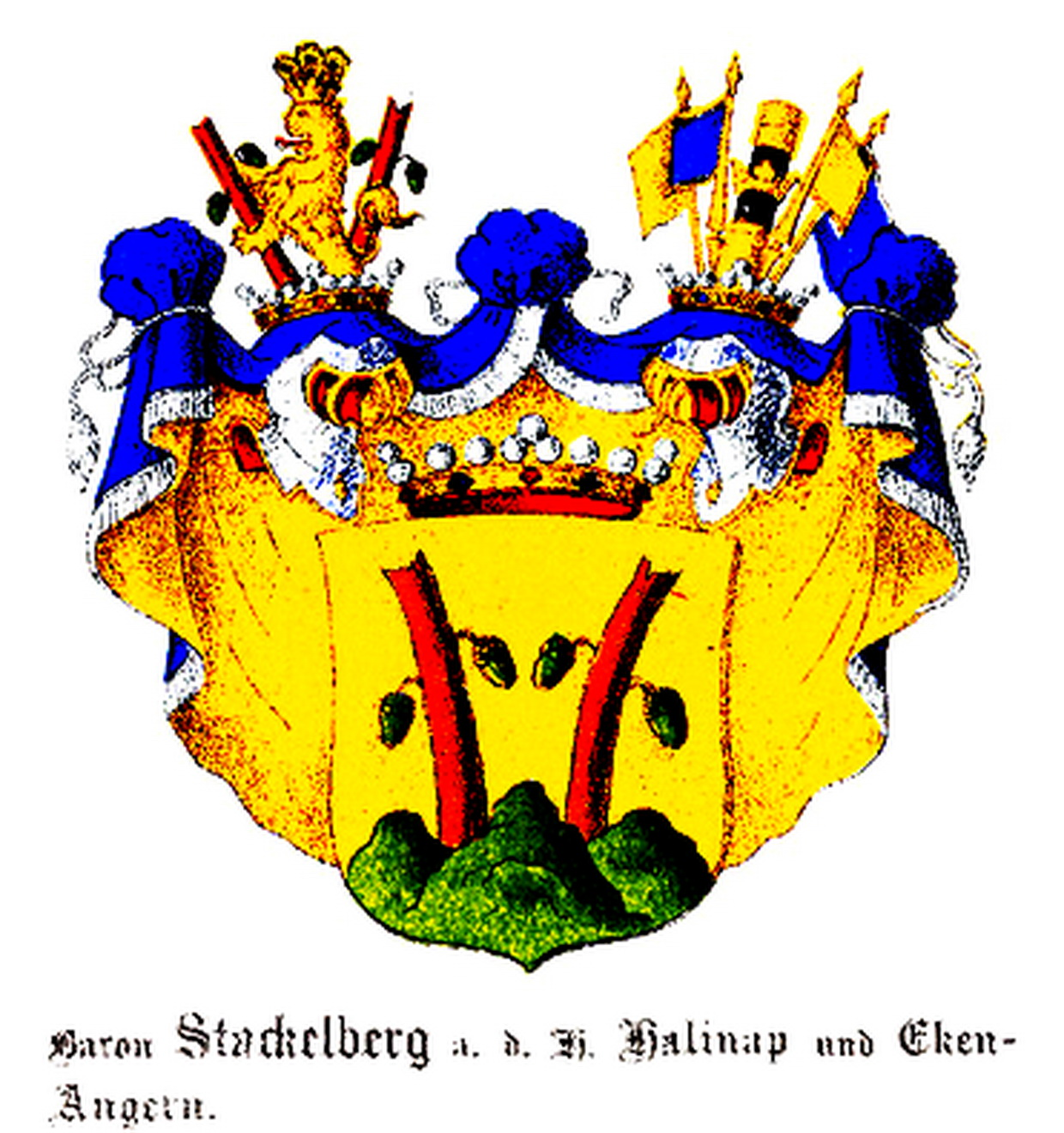
Герб Штакельбергов

В 1774 году мызу приобрёл российский дипломат Отто Магнус фон Штакельберг. В 1784 году началось строительство большого господского особняка, которое было закончено в 1797 году.
В XIX веке к господскому дому было пристроено несколько вспомогательных строений, которые располагались к западу и к северу от него в просторном парке. Последние полтора километра шоссе Таллин—Кейла, ведущие к мызе, были преобразованы в прямую дорогу, в конце которой находилось главное здание мызы.
Мыза Фена была крупнейшей в Кегельском приходе. Землевладения выросли за счёт купленных в 1858 году за 33 000 серебряных рублей соседней мызы Витенцевель и в 1889 году — мызы Хумала. Общая площадь мызных земель составляла около 4094 десятин. В XIX веке мыза Фена стала одной из самых благоустроенных мыз Эстонии. На мызе имелось племенное стадо в несколько сотен голов, хорошо устроенная коровья ферма, конная ферма, велось лесное и садоводческое хозяйство. В 1871 году владельцу мызы (имения) Фена Эрнсту фон Штакельбергу Министерством сельского хозяйства Российской империи за заслуги в лесоразведении была вручена медаль Валуева, в то время — одна из самых высоких наград в экономике. Известность мызе помогли повысить действовавшие здесь в 1890-х годах курсы скотоводства и лесного хозяйства. Своё огромное богатство дворянское семейство также направляло на улучшение условий жизни окрестных крестьян. Побочной мызой мызы Фена была Таубенпевель. 
В собственности семьи Штакельбергов мыза Фена находилась вплоть до национализации в 1919 году в ходе земельной реформы. Её последним владельцем был Эгберт фон Штакельберг (Egbert von Stackelberg). 
С 1920 года в господском доме мызы Фена (Вяэна) начала работать школа. В годы Второй мировой войны она носила название Вяэнаская 6-классная начальная школа, за несколько десятилетий сменила много названий и с 2011 года называется Вяэнаской мызной школой. Эта школа — одна из 14 мызных школ Эстонии, которая привела мызный комплекс в порядок в рамках программы «Мызные школы — сохранение через использование» (эст. «Mõisakoolid – säilitamine läbi kasutamise»).
В начале 2000-х годов школьное здание — бывшее главное здание мызы — было капитально отреставрировано. Школьный зал можно арендовать для проведения различных праздничных мероприятий; он вмещает около 50 человек.
Осенью 2015 года на бывшей мызе прошла международная конференция «Возможности сельской школы».

## Мызный комплекс
Мызный комплекс Вяэна расположен в 25 км к западу от Таллина. В 1997 году в Государственный регистр памятников культуры Эстонии как памятники архитектуры были внесены шесть его объектов:
- главное здание[9],
- парк[17],
- водочная фабрика[18],
- оранжерея с домом садовника[19],
- каретник-конюшня[20],
- часовня[21] на церковном кладбище Кейла.

Памятником архитектуры также являются находящиеся рядом с мызой руины городища Вяэна.

### Главное здание

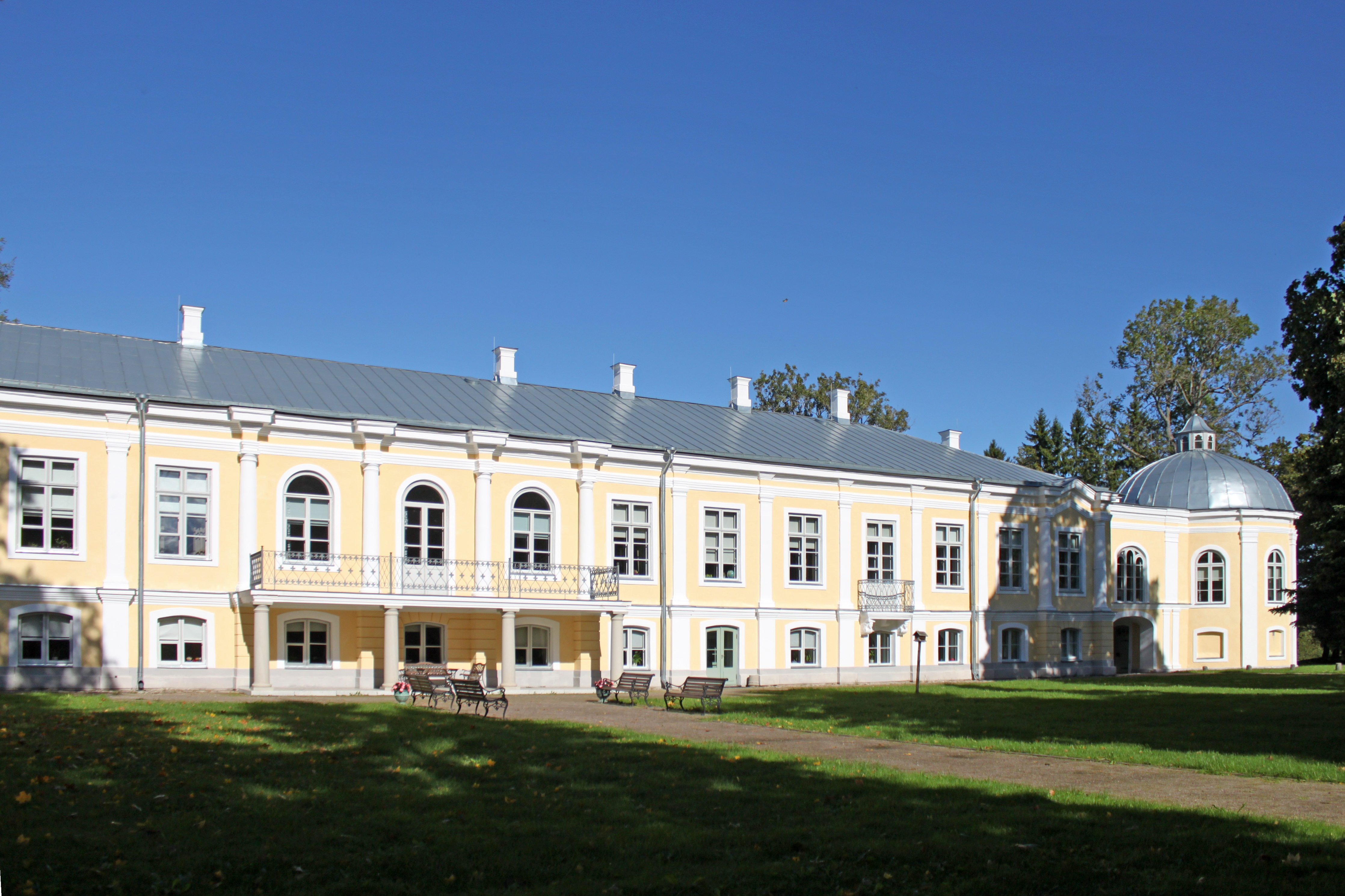
Задний фасад главного здания

Главное здание построено в 1784—1797 годах по проекту неизвестного итальянского архитектора. Является примером уникального особняка XVIII века в стиле позднего барокко в Эстонии. Оно стоит на небольшом пригорке и представляет собой длинное полутораэтажное здание с низкой вальмовой крышей. Первоначально крышу украшала балюстрада со скульптурами из песчаника, которая, однако, не выдержала особенностей местного климата и вскоре была снята. У здания сохранились первоначальный внешний вид, детали оформления и структура помещений.
По обеим сторонам здания расположены закругленные купольные башни (ротонды), которые соединены с основной частью короткими галереями. В одном из купольных залов ранее находилась картинная галерея, основанная семейством Дюкеров и позже дополненная Штакельбергами. По численности и ценности работ она стала одной из самых выдающихся в Прибалтике.
Фасад здания, выходящий в сад, имеет по центру высокую террасу, оформленную мощными пилястрами и полуколоннами. Цокольный этаж здания — сводчатый, представительские помещения, в том числе зал, расположены на втором этаже. В купольном павильоне в западном крыле сохранились росписи XVIII века, имитирующие кессонный потолок. Несколько сохранившихся дверей в стиле барокко, внутренняя лестница и некоторые оконные рамы также датируются XVIII веком. Деревянные стены и узорчатый каменный пол вестибюля относятся ко второй половине XIX века.
В западной ротонде, позже ставшей помещением библиотеки, сохранились картины в технике альсекко, вдохновленные римским Пантеоном и выполненные Паридоном Якобом Неусом (Paridon Jacob Neus) из Саксонии, который примерно в 1794 году поступил на службу к Штакельбергам изначально только для того, чтобы давать уроки рисования их детям.

### Парк

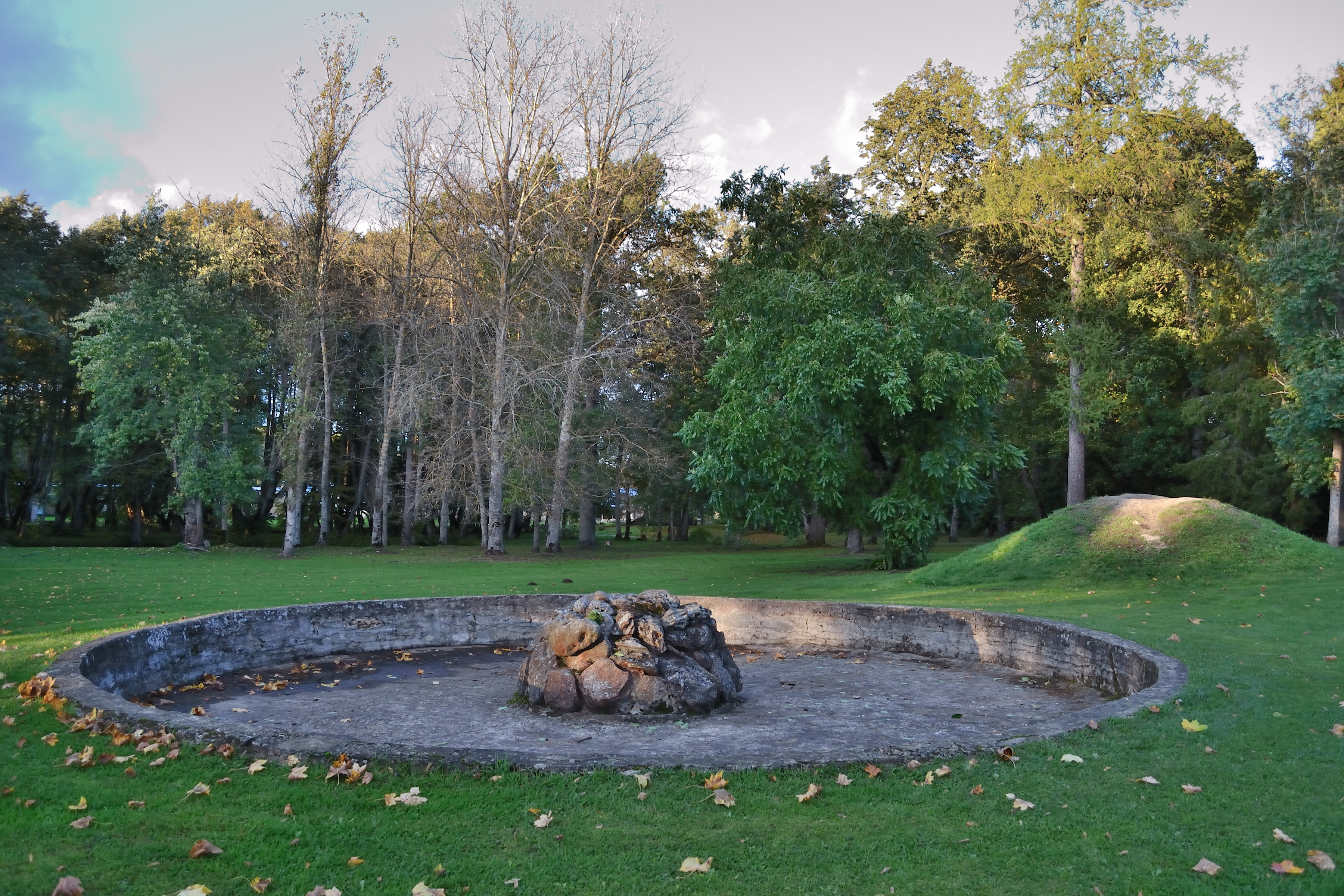
Мызный парк осенью 2011 года

Как и большинство парков второй четверти XIX века, парк мызы Фена создан в смешанном стиле: он содержит в себе элементы как регулярной, так и свободной планировки. На бывшем лугу располагается стадион Вяэнаской начальной школы-детсада. С северной стороны главного здания находится открытая площадка, которую обрамляют контрастно сгруппированные группы деревьев и так называемые «поддельные руины». В середине просторного травяного поля находится круглый литой бассейн с фонтаном. С 1920-х годов фонтан не работает.

### Водочная фабрика
Большое двухэтажное здание с вальмовой крышей и четырёхгранной дымовой трубой из плитняка с усечённым многоступенчатым карнизом. Построено в 1870—1880-х годах. Имеет аутентичный внешний вид с характерными для второй половины XIX века строительными конструкциями и деталями.

### Оранжерея и дом садовника

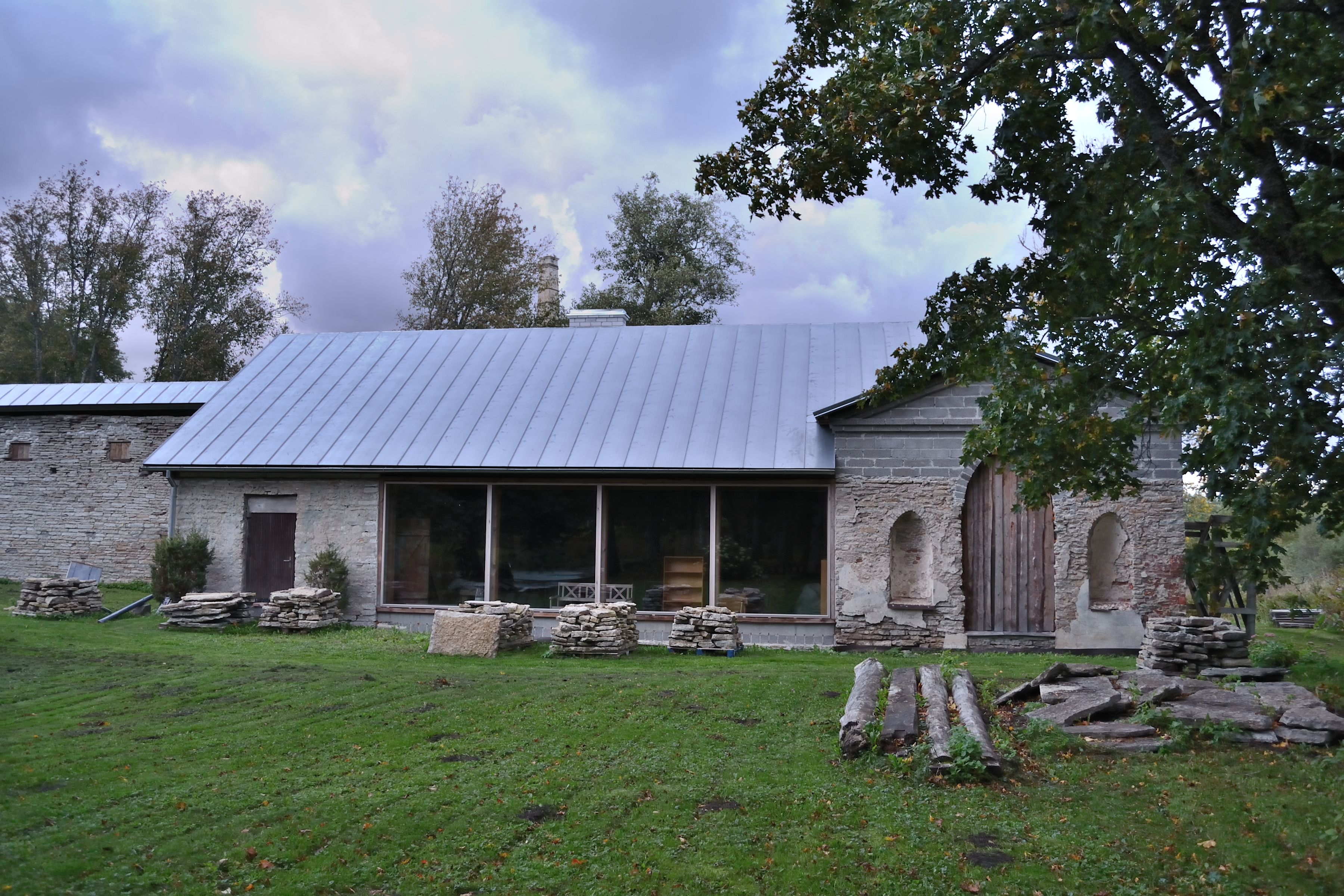
Оранжерея c домом садовника в 2011 году

Оранжерея с домом садовника была построена в XIX веке, когда собственниками мызы были Штакельберги. После Второй мировой войны её приспособили под жилой дом.
Строение в стиле романтической неоготики расположено к северу от главного здания. Среднюю часть оранжереи ранее составлял домик садовника с фронтоном и островерхими окнами, стороны были обрамлены такими же, только меньшими по размеру крытыми строениями.
К 2011 году от оранжереи сохранилась северная плитняковая стена, в которой угадывались прежние места расположения несущих конструкций системы отопления и парника. Со строительством нового балочного перекрытия стрельчатые окна были перестроены, настенные геометрические чёрно-синие рисунки закрыты. Несколько позже в восточной стороне здания была возведена пристройка из блоков.

### Каретник-конюшня

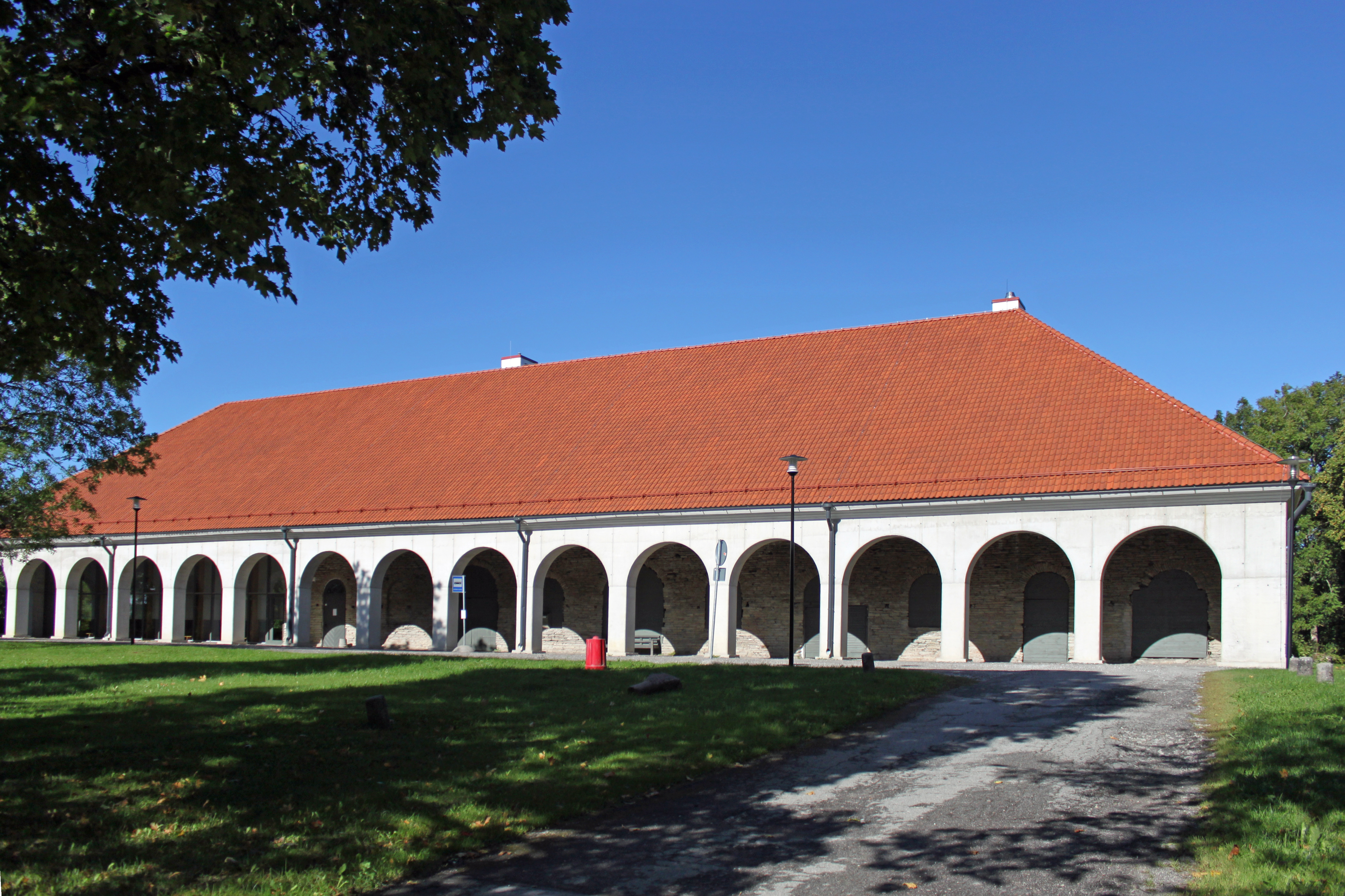
Каретник-конюшня (спортзал Вяэнаской школы) в 2018 году

Построена примерно в 1840 году. Пример крупномасштабной конюшни мызного ансамбля в Эстонии. Представляет собой длинное строение с аркадой из 15 арок. На одной из стен сохранились следы выбитых в плитняке кормушек. В 2012 году была начата её реставрация, а затем — реконструкция, которая была завершена в 2014 году. Сейчас здесь находится спортивный зал Вяэнаской мызной школы. Зал можно арендовать для проведения различных мероприятий: свадьбы, конференции, семинары.

### Часовня
Часовня Штакельбергов является старейшей часовней церковного кладбища Кейла и ярким образцом сакрального строительства. Построена в стиле классицизма в XVIII—XIX веке. У высокого строения двускатная крыша, по всему периметру которой идёт декоративный карниз, с его обоих фасадов — по две ионические колонны.  С южной стороны находится открытая лестница с гранитными ступенями, на переднем фасаде — высокая деревянная дверь.

## Галерея

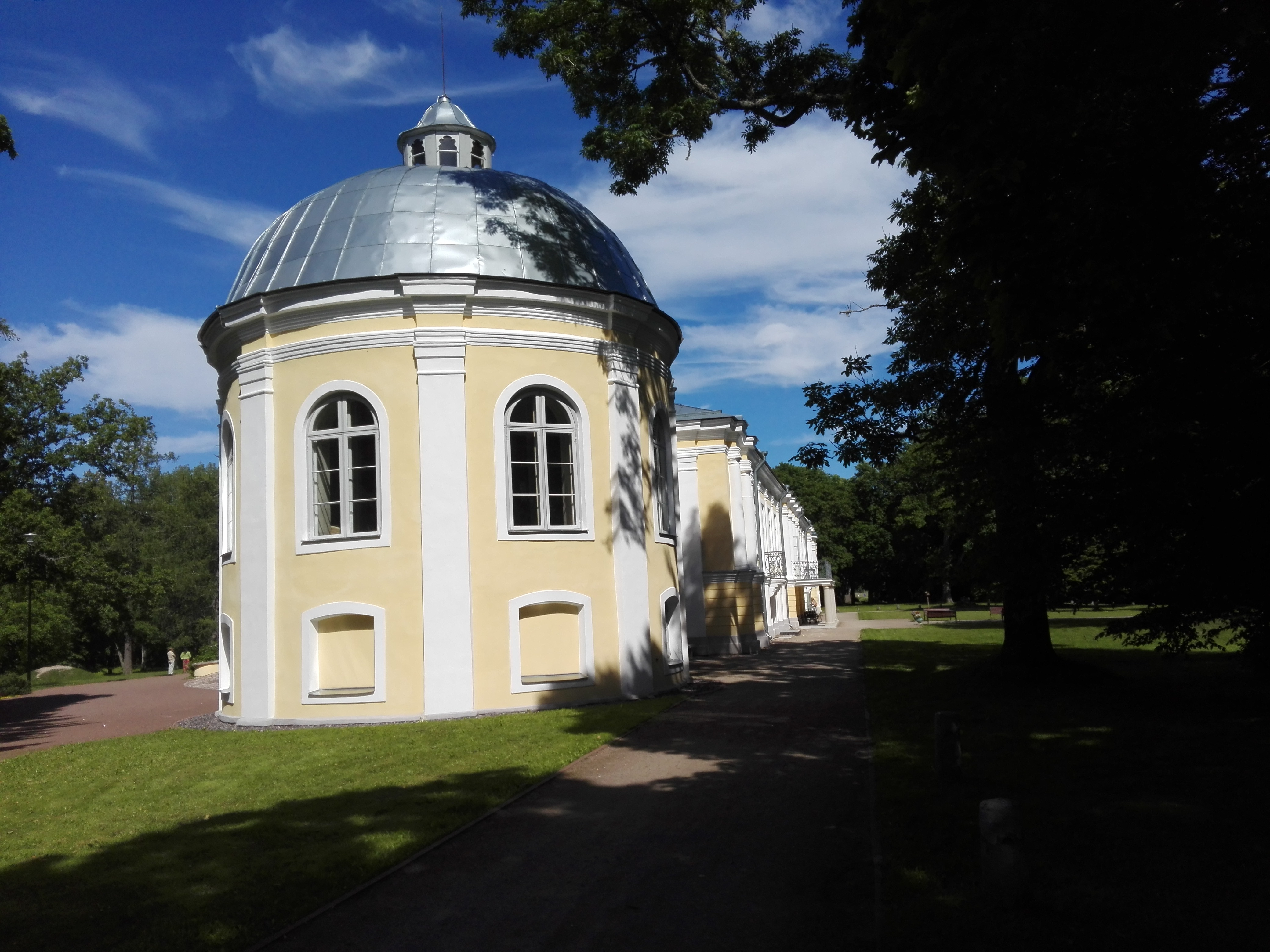
Вид на главное здание от его правого крыла
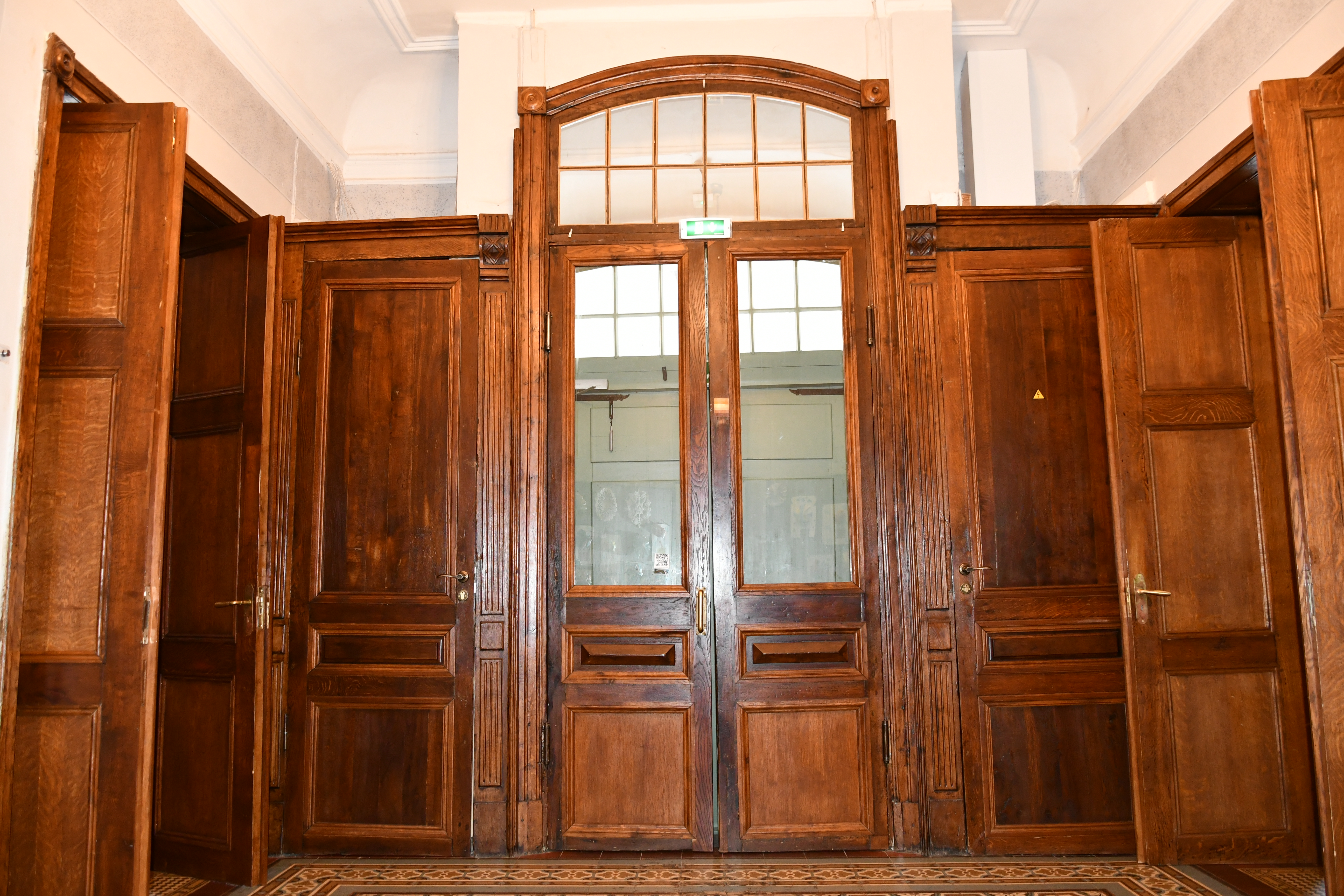
Интерьер господского дома
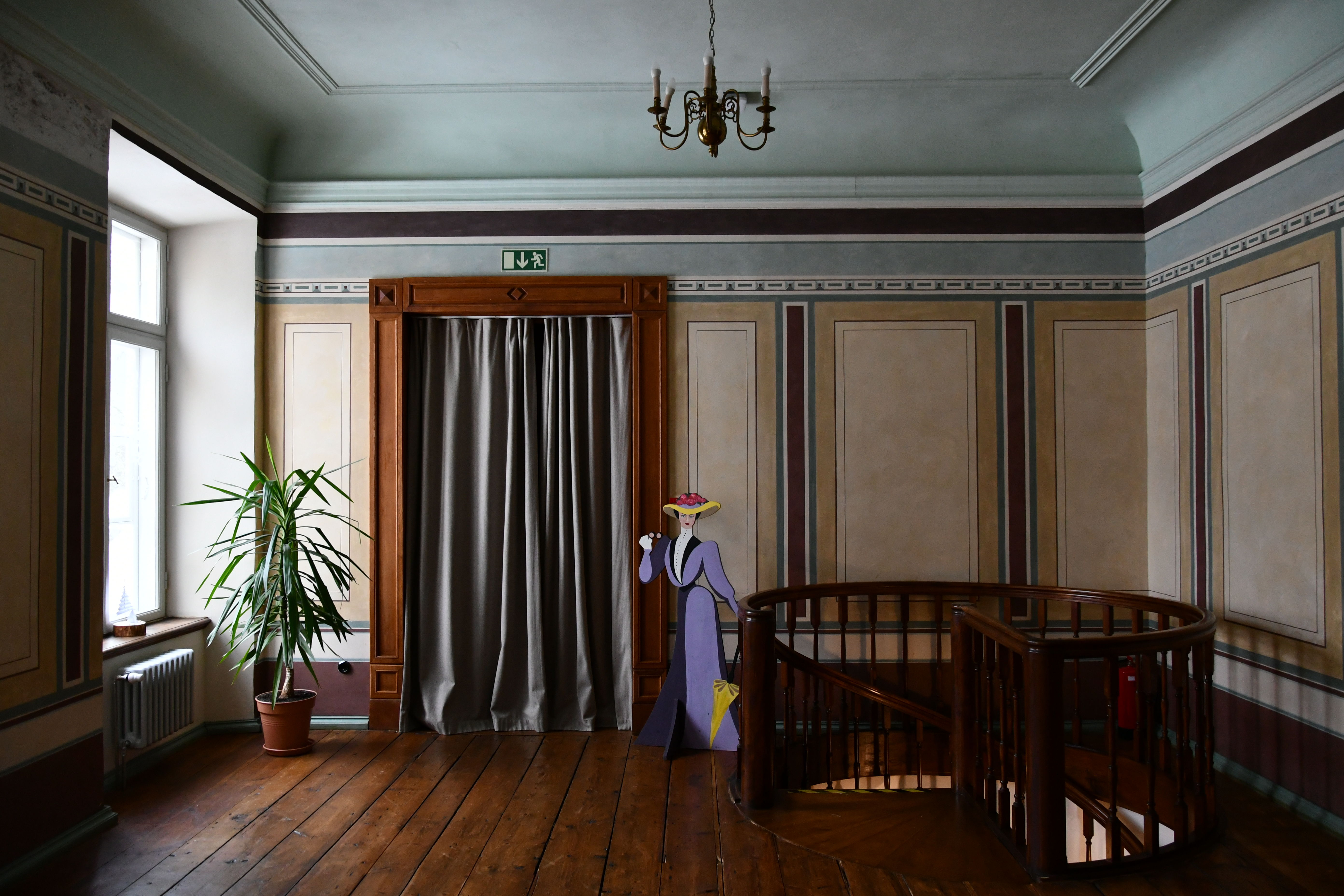
Бывший господский кабинет
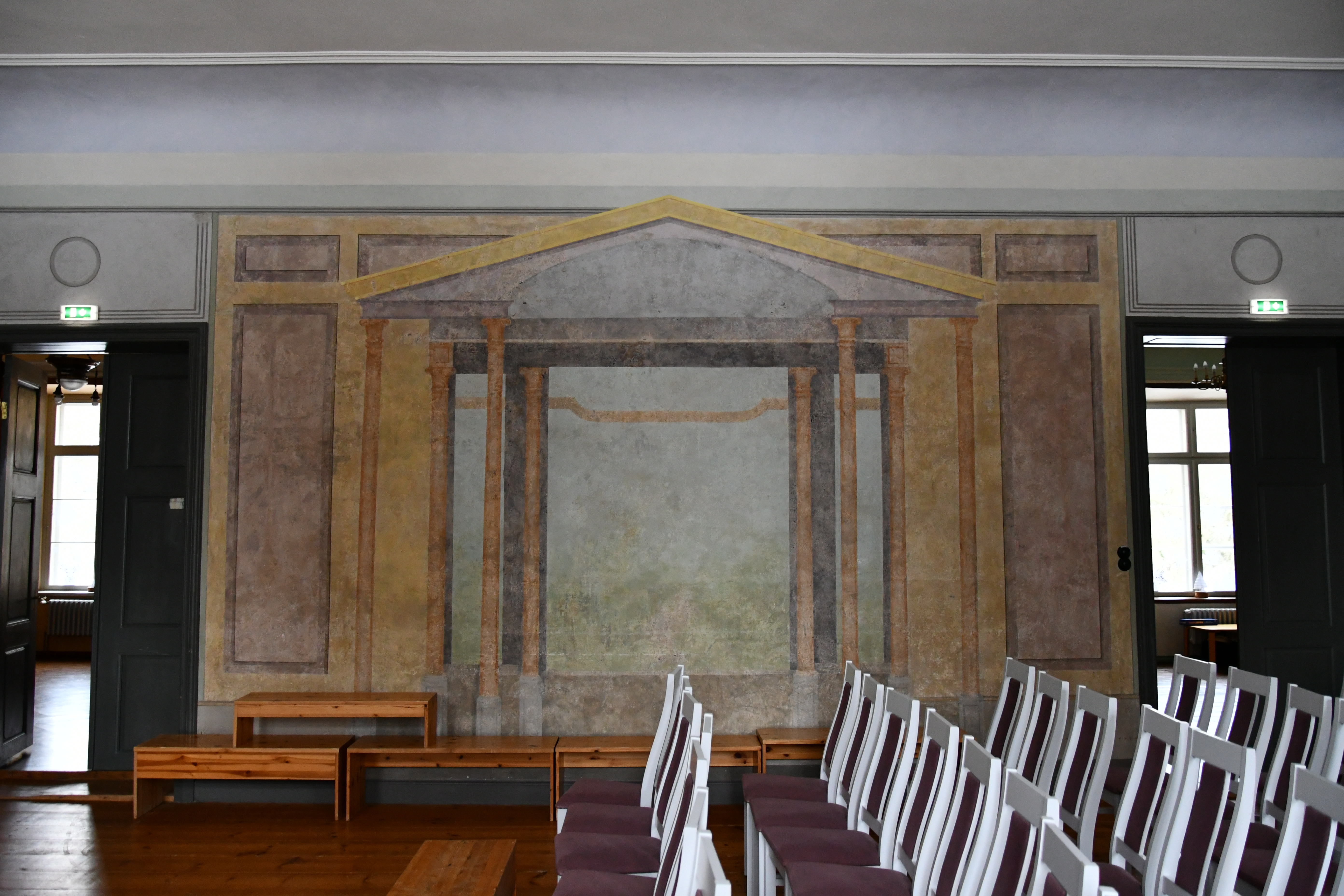
Зал в главном здании
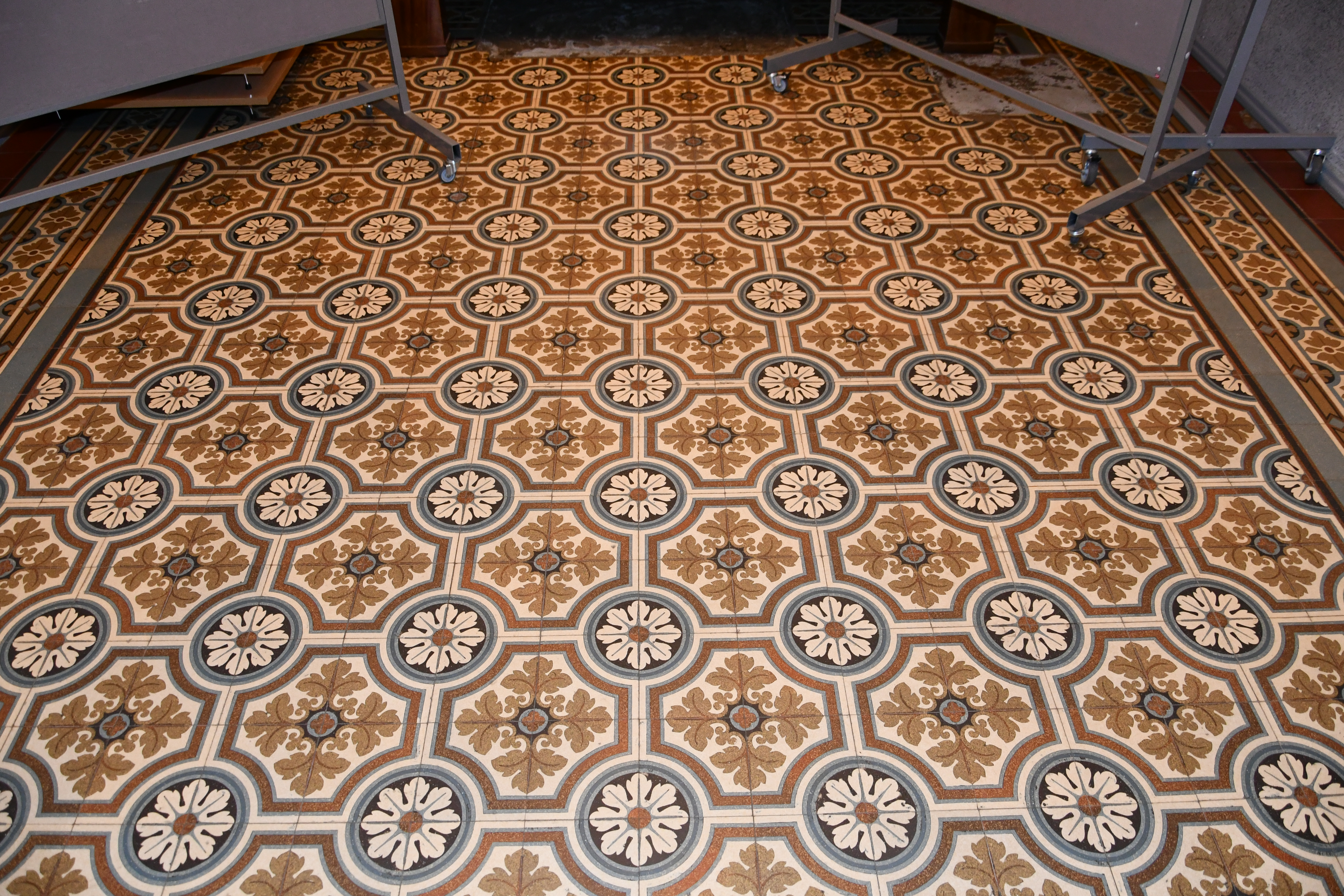
Пол в вестибюле главного здания (XVIII в.)
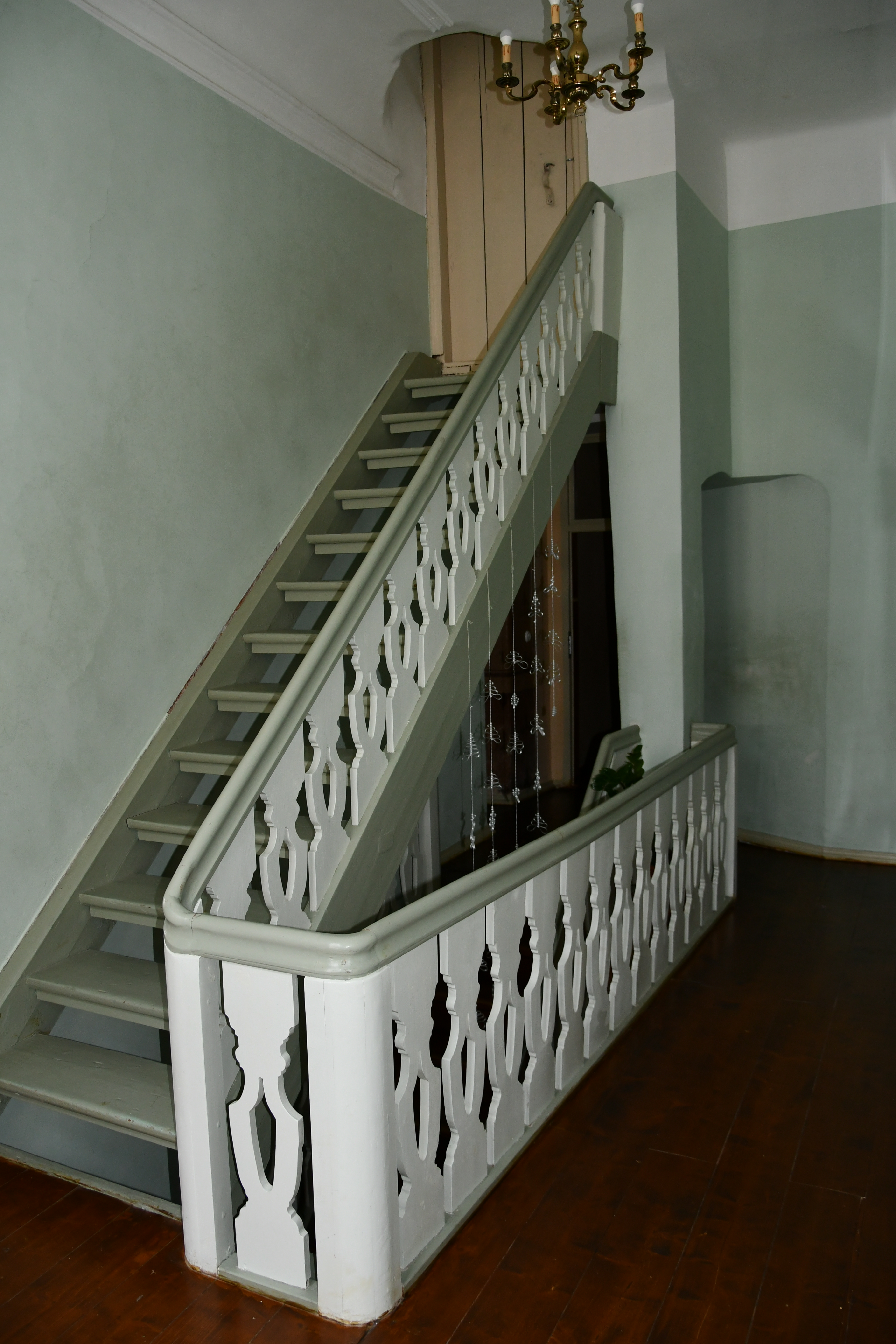
Лестница, ведущая на чердак
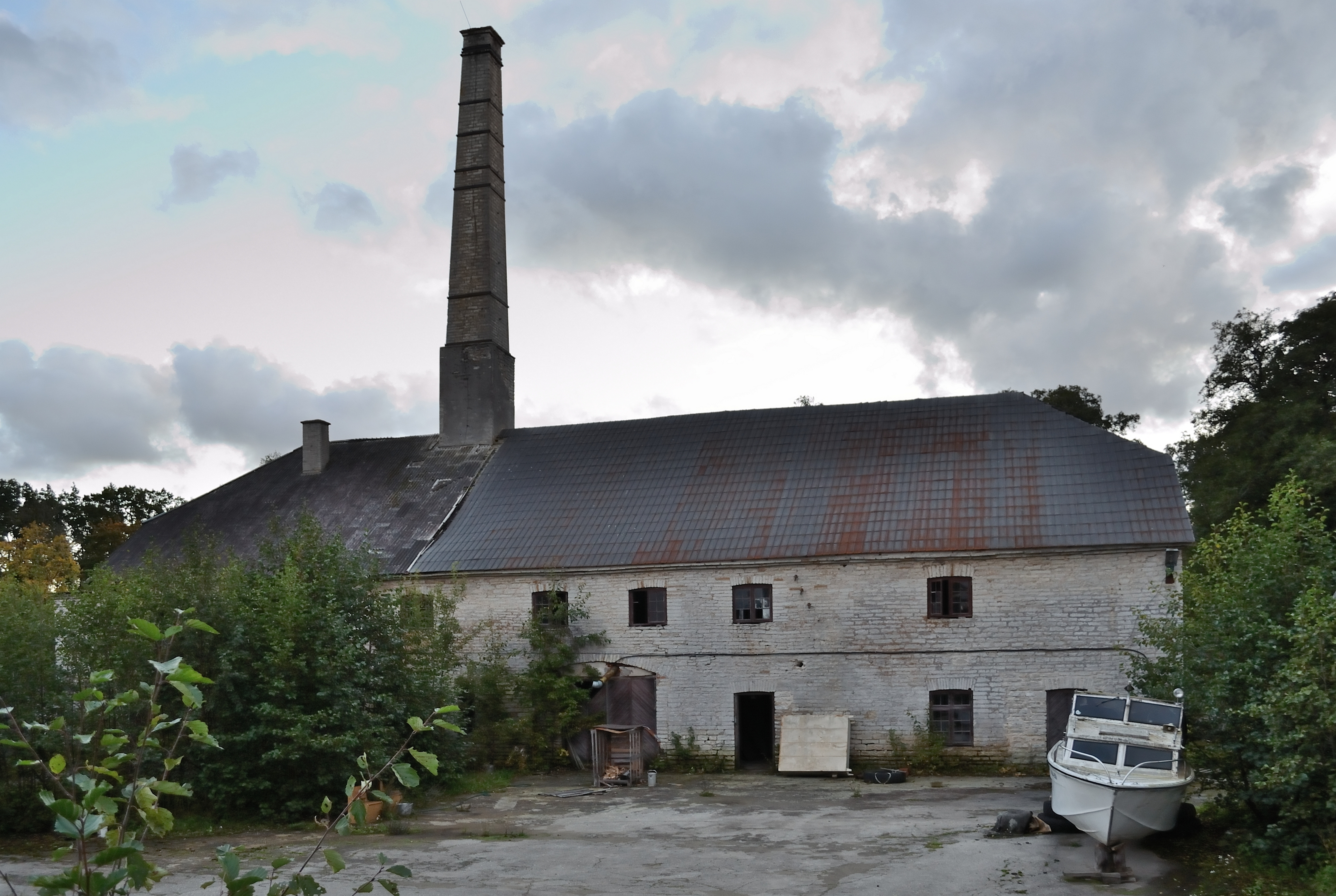
Водочная фабрика
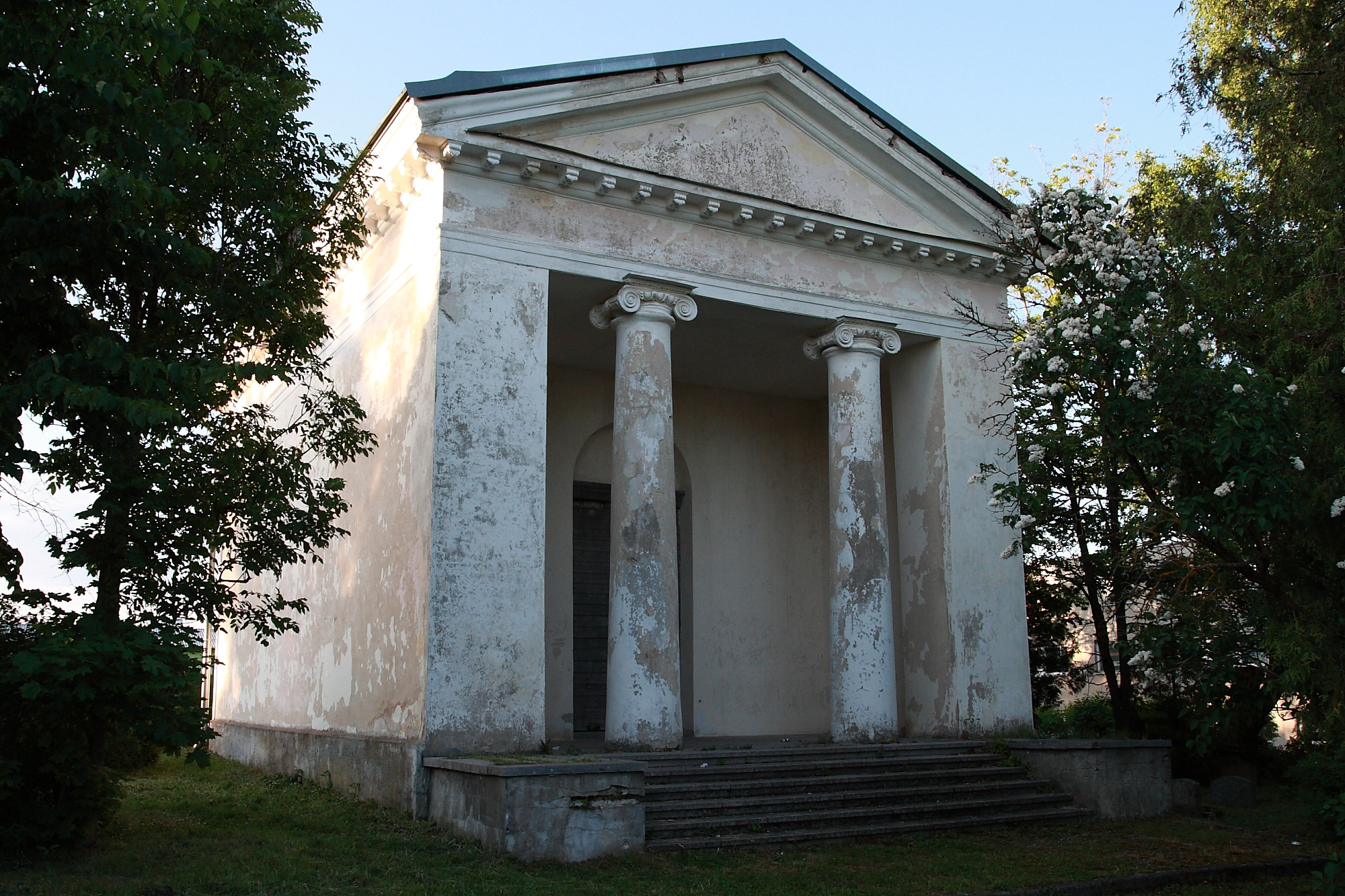
Часовня Штакельбергов на церковном кладбище Кейла
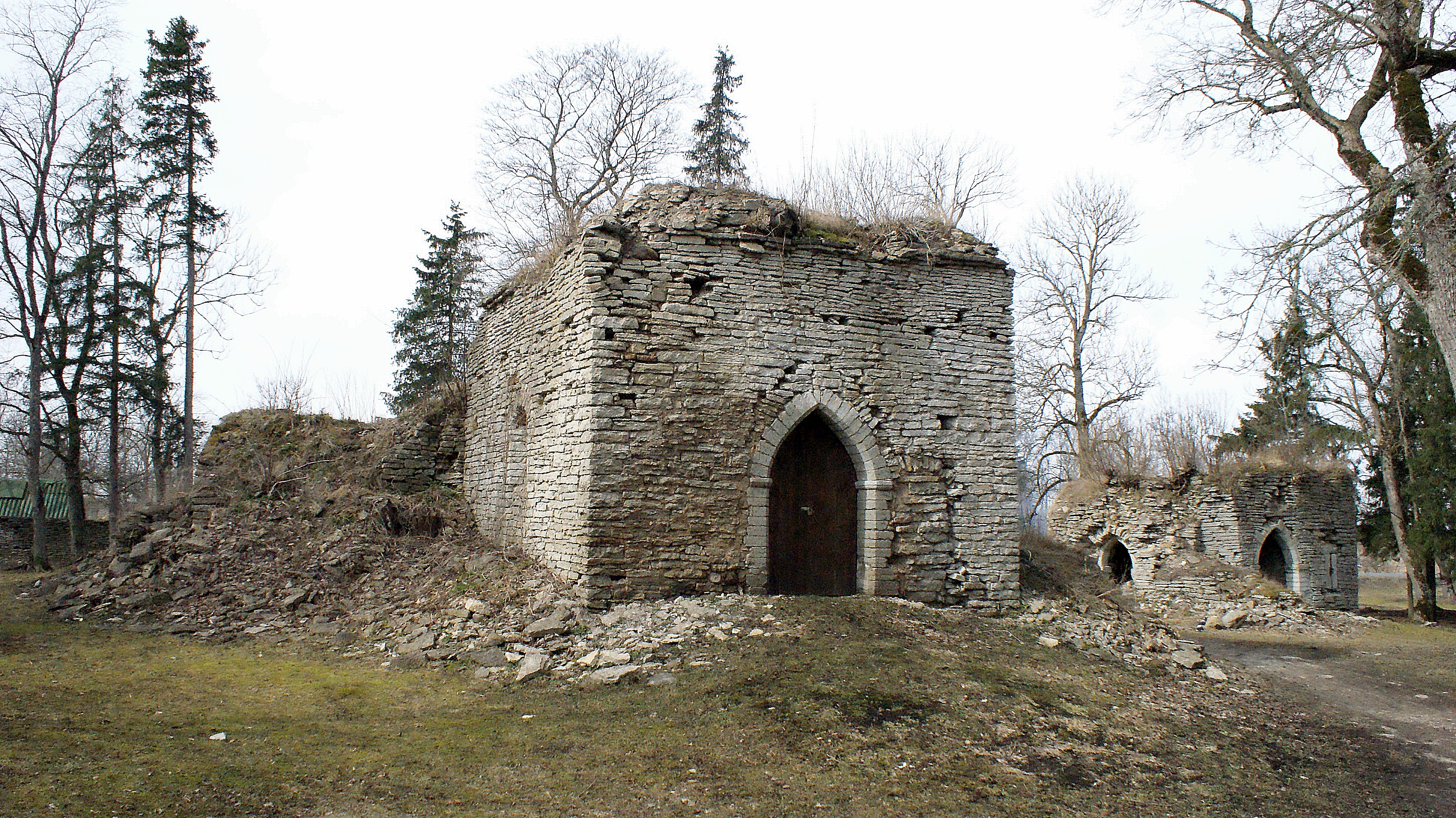
Руины городища Вяэна

## Комментарии
1. ↑  Мызная школа (эст. mõisakool) — школа, работающая в главном здании какой-либо бывшей мызы.